# Leopoldo Fortunato Galtieri
Leopoldo Fortunato Galtieri Castelli, més conegut com a Leopoldo Galtieri, (Caseros, província de Buenos Aires, 15 de juliol de 1926 - Buenos Aires, 12 de gener de 2003) va ser un militar argentí que va ocupar de facto la presidència de la Nació entre 1981 i 1982, durant el període conegut com a Procés de Reorganització Nacional. Per a contenir el fort descontentament popular amb la situació política i econòmica, va intentar desviar les tensions declarant la guerra al Regne Unit per la sobirania sobre les Illes Malvines. Va abandonar el càrrec després del gran fracàs militar.
El 1985, durant el govern del president Raúl Alfonsín, va resultar absolt en el Judici a les Juntes, en el que va ser processat per la comissió crims de lesa humanitat. El 1986 va ser condemnat a 12 anys de presó i degradació, per les seves accions en el marc de la guerra de les Malvines. El 1989 va ser indultat per Carlos Menem i restituït en el grau de tinent general. El 2002 va quedar detingut de nou per sospites de comissió de crims de lesa humanitat durant l'última dictadura. Un any més tard, el 12 de gener de 2003, va morir al seu domicili on complia presó preventiva abans que s'iniciés el judici.